# Ramón Bogarín Argaña
Ramón Pastor Bogarín Argaña (Ypacaraí, 30 de marzo de 1911-San Juan Bautista, 3 de septiembre de 1976) fue un obispo, literato y orador paraguayo.

## Biografía

### Infancia y juventud
Nació el 30 de marzo de 1911 en Ypacaraí, Departamento Central, Paraguay. Era sobrino de monseñor Juan Sinforiano Bogarín y hermano del sacerdote Agustín Bogarín. Descendía de san Roque González de Santa Cruz, Amancio González y Escobar y Francisco Javier Bogarín.

### Vocación y carrera eclesiástica
Inicialmente estudió medicina en Asunción, pero tras un viaje a Europa decidió ingresar al sacerdocio. Se formó en Francia y en el Pontificio Colegio Pío Latino Americano de Roma, obteniendo títulos en derecho canónico y teología. Fue ordenado sacerdote en 1938 y regresó al Paraguay en 1939.
En Asunción organizó la Acción Católica y fundó la Juventud Obrera. Durante la dictadura de Higinio Morínigo dirigió el periódico Trabajo, cerrado por presiones del régimen. En 1957, fue designado primer obispo de Misiones, estableciendo su sede en la ciudad de San Juan Bautista, donde creó un seminario, una escuela parroquial y una granja modelo. Impulsó mejoras urbanas y sociales.
Participó en la fundación de la Universidad Católica de Asunción y en la creación del Consejo Episcopal Latinoamericano (Celam) en 1965. Fue orador y escritor con influencia en la juventud paraguaya.

### Últimos años
Falleció el 3 de septiembre de 1976 en San Juan Bautista, Departamento de Misiones, víctima de un infarto. Su legado perdura por su contribución a la educación, la Iglesia católica y su lucha contra los regímenes dictatoriales.